# Bukiszki (rejon wileński)
Bukiszki (lit. Bukiškės) − wieś na Litwie, w rejonie wileńskim, 1 km na wschód od Awiżenii, zamieszkana przez 806 ludzi. Przed II wojną światową w Polsce, w powiecie wileńsko-trockim województwa wileńskiego.
We wsi działa parafia prawosławna pw. Narodzenia Pańskiego; znajduje się tu cerkiew pw. Opieki Matki Bożej.